# Formule 1 v roce 1964
XV. Mistrovství světa jezdců a 7. ročník poháru konstruktérů zahájila 10. května Grand Prix Monaka a po 10 závodech 25. října při Grand Prix Mexika byl znám nový mistr světa. Mistrem světa pro rok 1964 se stal John Surtees a v Poháru konstruktérů zvítězil tým Scuderia Ferrari.

## Pohled na sezónu
Mistrovství světa jezdců, které bylo tvrdě bojováno mezi Jimem Clarkem, Johnem Surteesem a Grahamem Hillem, bylo rozhodnuto při Velké ceně Mexika, když byl Hill zdržen po srážce s vozem Ferrari Lorenzo Bandiniho. Clark byl nucen zastavit v posledním kole kvůli úniku oleje a Ferrari signalizovalo Bandinimu, aby nechal projít Surteese na druhé místo, což mu zajistilo titul o jediný bod před Hillem. Vůz Ferrari 158 oficiálně nasazený americkým soukromým týmem NART zajistil vítězství v mistrovství se Surteesem, zatímco tovární tým odjel poslední dvě závody (Grand Prix Spojených států a Grand Prix Mexika) s auty v bílo-modré barvě - národními barvami Spojených států. Toto bylo provedeno jako protest proti sporům mezi Ferrari a italským motorsportovým orgánem ACI ohledně homologace nového vozu Ferrari Le Mans se středovým motorem. Ferrari vyhrálo Pohár konstruktérů. Honda vstoupila do Grand Prix závodů nenápadně s americkým jezdcem Ronniem Bucknumem a Maurice Trintignant ukončil svou kariéru ve věku 46 let po jedné z nejdelších kariér v mistrovství světa. Byl posledním aktivním jezdcem, který soutěžil v první sezóně Mistrovství světa v roce 1950.

## Týmy a jezdci
| Tým                                                   | Konstruktér     | Šasi                | Motor                                                      | Pneumatiky | Jezdec                  | Závody       |
| ----------------------------------------------------- | --------------- | ------------------- | ---------------------------------------------------------- | ---------- | ----------------------- | ------------ |
| Revson Racing                                         | Lotus-BRM       | 24                  | BRM P56 1.5 V8                                             | Dunlop     | Peter Revson            | 1, 6, 8      |
| Bernard Collomb                                       | Lotus-Climax    | 24                  | Climax FWMV 1.5 V8                                         | Dunlop     | Bernard Collomb         | 1            |
| Maurice Trintignant                                   | BRM             | P57                 | BRM P56 1.5 V8                                             | Dunlop     | Maurice Trintignant     | 1, 4–6, 8    |
| Brabham Racing Organisation                           | Brabham-Climax  | BT7BT11             | Climax FWMV 1.5 V8                                         | Dunlop     | Jack Brabham            | All          |
| Brabham Racing Organisation                           | Brabham-Climax  | BT7BT11             | Climax FWMV 1.5 V8                                         | Dunlop     | Dan Gurney              | All          |
| Owen Racing Organisation                              | BRM             | P261 P67            | BRM P56 1.5 V8                                             | Dunlop     | Richie Ginther          | All          |
| Owen Racing Organisation                              | BRM             | P261 P67            | BRM P56 1.5 V8                                             | Dunlop     | Graham Hill             | All          |
| Owen Racing Organisation                              | BRM             | P261 P67            | BRM P56 1.5 V8                                             | Dunlop     | Richard Attwood         | 5            |
| Cooper Car Company                                    | Cooper-Climax   | T73 T66             | Climax FWMV 1.5 V8                                         | Dunlop     | Phil Hill               | 1–7, 9–10    |
| Cooper Car Company                                    | Cooper-Climax   | T73 T66             | Climax FWMV 1.5 V8                                         | Dunlop     | Bruce McLaren           | All          |
| Cooper Car Company                                    | Cooper-Climax   | T73 T66             | Climax FWMV 1.5 V8                                         | Dunlop     | John Love               | 8            |
| Team Lotus                                            | Lotus-Climax    | 2533                | Climax FWMV 1.5 V8                                         | Dunlop     | Peter Arundell          | 1–4          |
| Team Lotus                                            | Lotus-Climax    | 2533                | Climax FWMV 1.5 V8                                         | Dunlop     | Jim Clark               | All          |
| Team Lotus                                            | Lotus-Climax    | 2533                | Climax FWMV 1.5 V8                                         | Dunlop     | Mike Spence             | 5–10         |
| Team Lotus                                            | Lotus-Climax    | 2533                | Climax FWMV 1.5 V8                                         | Dunlop     | Gerhard Mitter          | 6            |
| Team Lotus                                            | Lotus-Climax    | 2533                | Climax FWMV 1.5 V8                                         | Dunlop     | Walt Hansgen            | 9            |
| Team Lotus                                            | Lotus-Climax    | 2533                | Climax FWMV 1.5 V8                                         | Dunlop     | Moisés Solana           | 10           |
| British Racing Partnership                            | Lotus-BRM       | 24                  | BRM P56 1.5 V8                                             | Dunlop     | Innes Ireland           | 1            |
| British Racing Partnership                            | Lotus-BRM       | 24                  | BRM P56 1.5 V8                                             | Dunlop     | Trevor Taylor           | 5            |
| British Racing Partnership                            | BRP-BRM         | Mk 1 Mk 2           | BRM P56 1.5 V8                                             | Dunlop     | Innes Ireland           | 3–5, 7–10    |
| British Racing Partnership                            | BRP-BRM         | Mk 1 Mk 2           | BRM P56 1.5 V8                                             | Dunlop     | Trevor Taylor           | 1, 3–4, 7–10 |
| DW Racing Enterprises                                 | Brabham-Climax  | BT11                | Climax FWMV 1.5 V8                                         | Dunlop     | Bob Anderson            | 1–8          |
| Reg Parnell Racing                                    |                 | 25                  | Climax FWMV 1.5 V8                                         | Dunlop     | Chris Amon              | 7            |
| Reg Parnell Racing                                    | Lotus-BRM       | 25 24               | BRM P56 1.5 V8                                             | Dunlop     | Chris Amon              | 1–6, 9–10    |
| Reg Parnell Racing                                    | Lotus-BRM       | 25 24               | BRM P56 1.5 V8                                             | Dunlop     | Mike Hailwood           | 1–2, 4–10    |
| Reg Parnell Racing                                    | Lotus-BRM       | 25 24               | BRM P56 1.5 V8                                             | Dunlop     | Peter Revson            | 3–5          |
| R.R.C. Walker Racing Team                             | Cooper-Climax   | T66                 | Climax FWMV 1.5 V8                                         | Dunlop     | Edgar Barth             | 6            |
| R.R.C. Walker Racing Team                             | Cooper-Climax   | T66                 | Climax FWMV 1.5 V8                                         | Dunlop     | Jo Bonnier              | 1            |
| R.R.C. Walker Racing Team                             | Brabham-Climax  | BT7                 | Climax FWMV 1.5 V8                                         | Dunlop     | Jo Bonnier              | 7–10         |
| R.R.C. Walker Racing Team                             | Brabham-BRM     | BT11                | BRM P56 1.5 V8                                             | Dunlop     | Jo Bonnier              | 2–3, 5–6     |
| R.R.C. Walker Racing Team                             | Brabham-BRM     | BT11                | BRM P56 1.5 V8                                             | Dunlop     | Jochen Rindt            | 7            |
| R.R.C. Walker Racing Team                             | Brabham-BRM     | BT11                | BRM P56 1.5 V8                                             | Dunlop     | Geki                    | 8            |
| R.R.C. Walker Racing Team                             | Brabham-BRM     | BT11                | BRM P56 1.5 V8                                             | Dunlop     | Jo Siffert              | 9–10         |
| R.R.C. Walker Racing Team                             | Brabham-BRM     | BT11                | BRM P56 1.5 V8                                             | Dunlop     | Hap Sharp               | 9–10         |
| Scuderia Ferrari SpA SEFAC North American Racing Team | Ferrari         | Ferrari 156158 1512 | Ferrari 178 1.5 V6 Ferrari 205B 1.5 V8 Ferrari 207 1.5 F12 | Dunlop     | Lorenzo Bandini         | All          |
| Scuderia Ferrari SpA SEFAC North American Racing Team | Ferrari         | Ferrari 156158 1512 | Ferrari 178 1.5 V6 Ferrari 205B 1.5 V8 Ferrari 207 1.5 F12 | Dunlop     | John Surtees            | All          |
| Scuderia Ferrari SpA SEFAC North American Racing Team | Ferrari         | Ferrari 156158 1512 | Ferrari 178 1.5 V6 Ferrari 205B 1.5 V8 Ferrari 207 1.5 F12 | Dunlop     | Ludovico Scarfiotti     | 8            |
| Scuderia Ferrari SpA SEFAC North American Racing Team | Ferrari         | Ferrari 156158 1512 | Ferrari 178 1.5 V6 Ferrari 205B 1.5 V8 Ferrari 207 1.5 F12 | Dunlop     | Pedro Rodríguez         | 10           |
| Siffert Racing Team                                   | Lotus-BRM       | 24                  | BRM P56 1.5 V8                                             | Dunlop     | Jo Siffert              | 1            |
| Siffert Racing Team                                   | Brabham-BRM     | BT11                | BRM P56 1.5 V8                                             | Dunlop     | Jo Siffert              | 2–8          |
| Ecurie Maarsbergen                                    | Porsche         | 718                 | Porsche 547/3 1.5 F4                                       | Dunlop     | Carel Godin de Beaufort | 2, 6         |
| Scuderia Centro Sud                                   | BRM             | P57                 | BRM P56 1.5 V8                                             | Dunlop     | Tony Maggs              | 2–3, 5–7     |
| Scuderia Centro Sud                                   | BRM             | P57                 | BRM P56 1.5 V8                                             | Dunlop     | Giancarlo Baghetti      | 2–3, 5–8     |
| Equipe Scirocco Belge                                 | Scirocco-Climax | SP                  | Climax FWMV 1.5 V8                                         | Dunlop     | André Pilette           | 3, 6         |
| Bob Gerard Racing                                     | Cooper-Ford     | T71/73              | Ford 109E 1.5 L4                                           | Dunlop     | John Taylor             | 5            |
| Ian Raby Racing                                       | Brabham-BRM     | BT3                 | BRM P56 1.5 V8                                             | Dunlop     | Ian Raby                | 5, 8         |
| John Willment Automobiles                             | Brabham-Ford    | BT10                | Ford 109E 1.5 L4                                           | Dunlop     | Frank Gardner           | 5            |
| Honda R & D Company                                   | Honda           | RA271               | Honda RA271E 1.5 V12                                       | Dunlop     | Ronnie Bucknum          | 6, 8–9       |
| Derrington-Francis Racing Team                        | ATS             | DF                  | ATS 100 1.5 V8                                             | Goodyear   | Mário de Araújo Cabral  | 8            |
| Fabre Urbain                                          | Cooper-Climax   | T60                 | Climax FWMV 1.5 V8                                         | Dunlop     | Jean-Claude Rudaz       | 8            |

## Závody započítávané do MS
| Datum              | Grand Prix                             | Náhled | Akce         | Jezdec              | Vůz                 | Stav MS      |
| ------------------ | -------------------------------------- | ------ | ------------ | ------------------- | ------------------- | ------------ |
| 1. GP 10. květen   | Monako Circuit de Monaco (Výsledky)    |        | Závod        | Graham Hill         | BRM P261            | Graham Hill  |
| 1. GP 10. květen   | Monako Circuit de Monaco (Výsledky)    | Kolo   | Graham Hill  | BRM P261            |                     | Graham Hill  |
| 1. GP 10. květen   | Monako Circuit de Monaco (Výsledky)    | Pole   | Jim Clark    | Lotus-Climax 25     |                     | Graham Hill  |
| 2. GP 24. květen   | Nizozemsko Zandvoort (Výsledky)        |        | Závod        | Jim Clark           | Lotus-Climax 25     | Graham Hill  |
| 2. GP 24. květen   | Nizozemsko Zandvoort (Výsledky)        | Kolo   | Jim Clark    | Lotus-Climax 25     |                     | Graham Hill  |
| 2. GP 24. květen   | Nizozemsko Zandvoort (Výsledky)        | Pole   | Dan Gurney   | Brabham-Climax BT11 |                     | Graham Hill  |
| 3. GP 14. červen   | Belgie Spa-Francorchamps (Výsledky)    |        | Závod        | Jim Clark           | Lotus-Climax 25     | Jim Clark    |
| 3. GP 14. červen   | Belgie Spa-Francorchamps (Výsledky)    | Kolo   | Dan Gurney   | Brabham-Climax BT11 |                     | Jim Clark    |
| 3. GP 14. červen   | Belgie Spa-Francorchamps (Výsledky)    | Pole   | Dan Gurney   | Brabham-Climax BT11 |                     | Jim Clark    |
| 4. GP 28. červen   | Francie Rouen-les-Essarts (Výsledky)   |        | Závod        | Dan Gurney          | Brabham-Climax BT11 | Jim Clark    |
| 4. GP 28. červen   | Francie Rouen-les-Essarts (Výsledky)   | Kolo   | Jack Brabham | Brabham-Climax BT11 |                     | Jim Clark    |
| 4. GP 28. červen   | Francie Rouen-les-Essarts (Výsledky)   | Pole   | Graham Hill  | BRM P261            |                     | Jim Clark    |
| 5. GP 11. červenec | Velká Británie Brands Hatch (Výsledky) |        | Závod        | Jim Clark           | Lotus-Climax 25     | Jim Clark    |
| 5. GP 11. červenec | Velká Británie Brands Hatch (Výsledky) | Kolo   | Jim Clark    | Lotus-Climax 25     |                     | Jim Clark    |
| 5. GP 11. červenec | Velká Británie Brands Hatch (Výsledky) | Pole   | Jim Clark    | Lotus-Climax 25     |                     | Jim Clark    |
| 6. GP 2. srpen     | Německo Nürburgring (Výsledky)         |        | Závod        | John Surtees        | Ferrari 158         | Graham Hill  |
| 6. GP 2. srpen     | Německo Nürburgring (Výsledky)         | Kolo   | John Surtees | Ferrari 158         |                     | Graham Hill  |
| 6. GP 2. srpen     | Německo Nürburgring (Výsledky)         | Pole   | John Surtees | Ferrari 158         |                     | Graham Hill  |
| 7. GP 23. srpen    | Rakousko Zeltweg (Výsledky)            |        | Závod        | Lorenzo Bandini     | Cooper-Climax T51   | Graham Hill  |
| 7. GP 23. srpen    | Rakousko Zeltweg (Výsledky)            | Kolo   | Dan Gurney   | Brabham-Climax BT11 |                     | Graham Hill  |
| 7. GP 23. srpen    | Rakousko Zeltweg (Výsledky)            | Pole   | Graham Hill  | BRM P261            |                     | Graham Hill  |
| 8. GP 6. září      | Itálie Monza (Výsledky)                |        | Závod        | John Surtees        | Ferrari 158         | Graham Hill  |
| 8. GP 6. září      | Itálie Monza (Výsledky)                | Kolo   | John Surtees | Ferrari 158         |                     | Graham Hill  |
| 8. GP 6. září      | Itálie Monza (Výsledky)                | Pole   | John Surtees | Ferrari 158         |                     | Graham Hill  |
| 9. GP 4. říjen     | USA Watkins Glen (Výsledky)            |        | Závod        | Graham Hill         | BRM P261            | Graham Hill  |
| 9. GP 4. říjen     | USA Watkins Glen (Výsledky)            | Kolo   | Jim Clark    | Lotus-Climax 25     |                     | Graham Hill  |
| 9. GP 4. říjen     | USA Watkins Glen (Výsledky)            | Pole   | Jim Clark    | Lotus-Climax 25     |                     | Graham Hill  |
| 10. GP 25. října   | Mexiko Hermanos Rodríguez (Výsledky)   |        | Závod        | Dan Gurney          | Brabham-Climax BT11 | John Surtees |
| 10. GP 25. října   | Mexiko Hermanos Rodríguez (Výsledky)   | Kolo   | Jim Clark    | Lotus-Climax 25     |                     | John Surtees |
| 10. GP 25. října   | Mexiko Hermanos Rodríguez (Výsledky)   | Pole   | Jim Clark    | Lotus-Climax 25     |                     | John Surtees |

### Monako
Jim Clark (Lotus) navázal na úspěchy z minulé sezóny a do Velké ceny Monaka se kvalifikoval na pole position o 0,1 sekundy před Jackem Brabhamem (Brabham) . V závodě Jim Clark vedl 36 kol, ve 37. kole ho ve vedení vystřídal Dan Gurney (Brabham) a v 53. kole se do čela závodu propracoval Graham Hill (BRM) a závedl vedl až do konce. Celých 100 kol závodu odjel pouze Hill, druhý Richie Ginther (BRM) dojel se ztrátou jednoho kola a třetí příčku se ztrátou 3 kol postavil Peter Arundell (Lotus). Jim Clark skončil čtrvrtý, když mu 4 kola před cílem vypověděl motor.

### Nizozemsko
Druhé pole position v kariéře získal na okruhu Zandvoort Dan Gurney, když zajel čas o 0,1 sekundy rychlejší než Jim Clark. Clark však Gurneyho přejel hned na startu a vedl až do konce. Američan odstoupil ve 26. kole po problémech s řízením. Clarka na pódiu doplnil John Surtees (Ferrari) a Peter Arundell. Clark tak dorovnal Hilla v šampionátu jezdců.

### Belgie
V druhém závodě po sobě se na pole position umístil Dan Gurney o 1,8 sekundy před Grahamem Hillem. Bylo to Gurneyho poslední pole position. Gureny byl v závodě blízko svého dalšího vítězství, ale 1 kolo před cílem mu došlo ve voze palivo a musel odstoupit. V posledním kole se do vedení dostal Jim Clark a dojel si pro zlatou meddaili. Za ním dokončil Bruce McLaren (Cooper) a Jack Brabham. Graham Hill odstoupil, stejně jako Gurney, 1 kolo před cílem, když se mu poškodilo palivové čerpadlo.

### Francie
Remešský okruh nahradil, tentokráte již permanentní závodní trať, Rouen-Les-Essarts. O 0,5 sekundy byl v kvalifikaci nejrychlejší Jim Clark před Danem Gurneym. Clark ale nedokázal navázat na sobotní výkon, neboť mu ve 31. kole odešel motor a vedení v závodě převzal Gurney. Američan dokázal první místo udržet až do cíle o 24 sekundy před Grahamem Hillem a Jackem Brabhamem.

### Velká Británie
Jim Clark a Graham Hill se ve svém domácím závodě na Brands Hatch utkali v boji o pole position. Lépe z toho vyšel o 0,2 sekundy Jim Clark, ktérý taktéž v závodě vedl každé kolo, zvítězil a k tomu získal i nejrychlejší kolo. To znamenalo další Clarkův Grand Slam. Graham Hill doejl druhý se ztrátou 2,8 sekundy a třetí John Surtees ztrácel už 80,6 sekund.

### Německo
Na Nürburgringu se i přes obrovskou velikost okruhu (22,8 km) rozdíl kvalifikačních časů prvních třech jezdců lišil pouze o 0,9 sekund. První místo na startu si vyjel John Surtees, za ním Jim Clark byl pomalejší o 0,4 sekundy a Dan Gurney na třetím místě byl pozadu o 0,9 sekundy. Jim Clark v 7 kole odstoupil po problému s motorem. John Surtees bez problémů zvítězil s náskokem 75,6 sekund před Grahamem Hillem a téměř 5 minut před italem Lorenzem Bandinim (Ferrari). Celý závodní víkend byl zateměn smrtní nizozemského jezdce Carela Godina de Beauforta (Porsche), který zemřel po havárii v tréninku. To donutilo pořadatele k úpravám zatáčky Karussell.

### Rakousko
První Velká cena Rakouska započítávaná do šampionátu Formule 1 se jela na starém letišti Zeltweg. Jednoduchý a krátký okruh složený pouze ze 4 zatáček byl v kvalifikaci dominován Grahamem Hillem, který získal pole position o 0,3 sekundy před Johnem Surteesem. Z prvních 6 kvalifikovaných jezdců odjel 105 kol pouze Richie Ginther, ostatní museli odstoupit nebo dojeli s velkou ztrátou. První místo a tím své první i poslední vítězství uzmul Lorenzo Bandinim když po startu ze 7. místa zužitkoval odstoupení ostatních a druhého Richieho Githera předjel v cíli o 6,18 sekundy. Třetí Bob Anderson (Brabham) ztrácel celá 3 kola.

### Itálie
Dokonalý víkend pro Ferrari. V kvalifikaci byl o 0,8 sekundy nejrycheljší John Surtees před Danem Gurneym. V závodě se pak tito dva závodnící pořád střídali ve vedení dokud ke konci neutrpěcl Gurney poškození na voze, kvůli kterému nakonec dojel se ztrátou 3 kol. Surtees k vítězství přidal i nejrychlejší kolo. Druhý McLaren ztrácel 66 sekund a třetí dojel o kolo později Lorenzo Bandini v druhém Ferrari.

### USA
Na okruhu Watkis Glen se na pole position kvalifikoval Jim Clark o 0,1 sekundy před Johnem Surteesem. Z závodě však odstoupil v 54. kole z důvodu problému se vstřikováním. Poté co si vzal druhý Lotus Mika Spence utrpěl druhé odstoupení po problému s čerpadlem. Závod vyhrál Graham Hill o 30,5 sekundy před Surteesem a o kolo před Švýcarem Jo Siffertem (Brabham).

### Mexiko
Před začátkem posledního závodu sezóny mohli šampionát vyhrát 3 jezdci. Vedoucí Graham Hill (39 bodů), John Surtees (34 bodů) a Jim Clark (30 bodů). Aby vyhrál Jim Clark, musel závod vyhrát, Surtees dojet do 3. místa a Hill do 4. Aby vyhrál John Surtees, musel závod buď vyhrát nebo dojet druhý s tím že Hill nedokončí lépe než 4. Jim Clark se kvalifikoval na pole position po 0,7 sekundy před Danem Gurneym a v závodě téměř dokázal to co potřeboval k zisku šampionátu, jenže mu v posledním kole závodu odešel motor. Graham Hill měl také problémy s vozem a dojel se ztrátou 2 kol. Velkou cenu vyhrál Dan Gurney, avšak nejdůležitějším bylo umístění Johna Surteese, který dokázal udžet druhé místo před Lorenzem Bandinim, na kterého v cíli ztrácel 0,6 sekundy. John Surtees se tímto stal doposud jediným závodníkem, který získal šampionát jak ve Formuli 1, tak v šampionátu motocyklů.

## Závody nezapočítávané do MS
| Závod                         | Okruh        | Datum        | Vítěz         | Konstruktér    | Výsledek |
| ----------------------------- | ------------ | ------------ | ------------- | -------------- | -------- |
| II Daily Mirror Trophy        | Snetterton   | 14. března   | Innes Ireland | BRP-BRM        | Výsledek |
| I News of the World Trophy    | Goodwood     | 30. března   | Jim Clark     | Lotus-Climax   | Výsledek |
| XIII Grand Prix Syrakus       | Syrakusy     | 12. dubna    | John Surtees  | Ferrari        | Výsledek |
| IX Aintree 200                | Aintree      | 18. dubna    | Jack Brabham  | Brabham-Climax | Výsledek |
| XVI BRDC International Trophy | Silverstone  | 2. května    | Jack Brabham  | Brabham-Climax | Výsledek |
| XIV Solitude Grand Prix       | Solitudering | 19. července | Jim Clark     | Lotus-Climax   | Výsledek |
| III Mediterranean Grand Prix  | Pergusa      | 16. srpna    | Jo Siffert    | Brabham-BRM    | Výsledek |
| VII Rand Grand Prix           | Kyalami      | 12. prosince | Graham Hill   | Brabham-BRM    | Výsledek |

## Konečné hodnocení Mistrovství světa

### Pohár jezdců
| *  | Jezdec                  | MON | NED | BEL | FRA | GBR | GER | AUT | ITA | USA | MEX | Body    |
| -- | ----------------------- | --- | --- | --- | --- | --- | --- | --- | --- | --- | --- | ------- |
| 1  | John Surtees            | Ret | 2   | Ret | Ret | 3   | 1   | Ret | 1   | 2   | 2   | 40      |
| 2  | Graham Hill             | 1   | 4   | (5) | 2   | 2   | 2   | Ret | Ret | 1   | 11  | 39 (41) |
| 3  | Jim Clark               | 4   | 1   | 1   | Ret | 1   | Ret | Ret | Ret | 7   | 5   | 32      |
| 4  | Lorenzo Bandini         | 10  | Ret | Ret | 9   | 5   | 3   | 1   | 3   | Ret | 3   | 23      |
| 5  | Richie Ginther          | 2   | 11  | 4   | 5   | 8   | 7   | 2   | 4   | 4   | 8   | 23      |
| 6  | Dan Gurney              | Ret | Ret | 6   | 1   | 13  | 10  | Ret | 10  | Ret | 1   | 19      |
| 7  | Bruce McLaren           | Ret | 7   | 2   | 6   | Ret | Ret | Ret | 2   | Ret | 7   | 13      |
| 8  | Jack Brabham            | Ret | Ret | 3   | 3   | 4   | 12  | 9   | 14  | Ret | Ret | 11      |
| =  | Peter Arundell          | 3   | 3   | 9   | 4   |     |     |     |     |     |     | 11      |
| 10 | Jo Siffert              | 8   | 13  | Ret | Ret | 11  | 4   | Ret | 7   | 3   | Ret | 7       |
| 11 | Bob Anderson            | 7   | 6   | DNS | 12  | 7   | Ret | 3   | 11  |     |     | 5       |
| 12 | Mike Spence             |     |     |     |     | 9   | 8   | Ret | 6   | Ret | 4   | 4       |
| =  | Tony Maggs              |     | DNS | DNS |     | Ret | 6   | 4   |     |     |     | 4       |
| 14 | Innes Ireland           | DNS |     | 10  | Ret | 10  |     | 5   | 5   | Ret | 12  | 4       |
| 15 | Jo Bonnier              | 5   | 9   | Ret |     | Ret | Ret | 6   | 12  | Ret | Ret | 3       |
| 16 | Chris Amon              | DNQ | 5   | Ret | 10  | Ret | 11  | Ret |     | Ret | Ret | 2       |
| =  | Maurice Trintignant     | Ret |     |     | 11  | DNQ | 5   |     | Ret |     |     | 2       |
| =  | Walt Hansgen            |     |     |     |     |     |     |     |     | 5   |     | 2       |
| 19 | Mike Hailwood           | 6   | 12  |     | 8   | Ret | Ret | 8   | Ret | 8   | Ret | 1       |
| =  | Phil Hill               | 9   | 8   | Ret | 7   | 6   | Ret | Ret |     | Ret | 9   | 1       |
| =  | Trevor Taylor           | Ret |     | 7   | Ret | Ret |     | Ret | DNQ | 6   | Ret | 1       |
| =  | Pedro Rodríguez         |     |     |     |     |     |     |     |     |     | 6   | 1       |
| —  | Giancarlo Baghetti      |     | 10  | 8   |     | 12  | Ret | 7   | 8   |     |     | 0       |
| —  | Gerhard Mitter          |     |     |     |     |     | 9   |     |     |     |     | 0       |
| —  | Ludovico Scarfiotti     |     |     |     |     |     |     |     | 9   |     |     | 0       |
| —  | Moisés Solana           |     |     |     |     |     |     |     |     |     | 10  | 0       |
| —  | Peter Revson            | DNQ |     | DSQ | DNS | Ret | 14  |     | 13  |     |     | 0       |
| —  | Ronnie Bucknum          |     |     |     |     |     | 13  |     | Ret | Ret |     | 0       |
| —  | Hap Sharp               |     |     |     |     |     |     |     |     | NC  | 13  | 0       |
| —  | John Taylor             |     |     |     |     | 14  |     |     |     |     |     | 0       |
| —  | Carel Godin de Beaufort |     | Ret |     |     |     | DNS |     |     |     |     | 0       |
| —  | André Pilette           |     |     | Ret |     |     | DNQ |     |     |     |     | 0       |
| —  | Ian Raby                |     |     |     |     | Ret |     |     | DNQ |     |     | 0       |
| —  | Frank Gardner           |     |     |     |     | Ret |     |     |     |     |     | 0       |
| —  | Edgar Barth             |     |     |     |     |     | Ret |     |     |     |     | 0       |
| —  | Jochen Rindt            |     |     |     |     |     |     | Ret |     |     |     | 0       |
| —  | Mário de Araújo Cabral  |     |     |     |     |     |     |     | Ret |     |     | 0       |
| —  | Richard Attwood         |     |     |     |     | DNS |     |     |     |     |     | 0       |
| —  | Jean-Claude Rudaz       |     |     |     |     |     |     |     | DNS |     |     | 0       |
| —  | Bernard Collomb         | DNQ |     |     |     |     |     |     |     |     |     | 0       |
| —  | John Love               |     |     |     |     |     |     |     | DNQ |     |     | 0       |
| —  | Geki                    |     |     |     |     |     |     |     | DNQ |     |     | 0       |
| *  | Jezdec                  | MON | NED | BEL | FRA | GBR | GER | AUT | ITA | USA | MEX | Body    |

| Legenda k tabulce | Legenda k tabulce                                                                       |
| Barva             | Výsledek                                                                                |
| ----------------- | --------------------------------------------------------------------------------------- |
| Zlatá             | Vítěz                                                                                   |
| Stříbrná          | 2. místo                                                                                |
| Bronzová          | 3. místo                                                                                |
| Zelená            | Bodované umístění                                                                       |
| Modrá             | Nebodované umístění                                                                     |
| Modrá             | Dokončil neklasifikován (NC)                                                            |
| Fialová           | Odstoupil (Ret)                                                                         |
| Červená           | Nekvalifikoval se (DNQ)                                                                 |
| Červená           | Nepředkvalifikoval se (DNPQ)                                                            |
| Černá             | Diskvalifikován (DSQ)                                                                   |
| Bílá              | Nestartoval (DNS)                                                                       |
| Bílá              | Závod zrušen (C)                                                                        |
| Světle modrá      | Pouze trénoval (PO)                                                                     |
| Světle modrá      | Páteční testovací jezdec (TD)                                                           |
| Bez barvy         | Netrénoval (DNP)                                                                        |
| Bez barvy         | Vyřazen (EX)                                                                            |
| Bez barvy         | Nepřijel (DNA)                                                                          |
| Bez barvy         | Odvolal účast (WD)                                                                      |
| Bez barvy         | Nezúčastnil se (prázdné)                                                                |
| Označení          | Význam                                                                                  |
| Tučnost           | Pole position                                                                           |
| Kurzíva           | Nejrychlejší kolo                                                                       |
| †                 | Jezdec nedojel do cíle, ale byl klasifikován, protože odjel více než 90 % délky závodu. |
| ‡                 | Byl udělován poloviční počet bodů, protože bylo odjeto méně než 75 % délky závodu.      |
| Horní index       | Umístění bodujících jezdců ve sprintu                                                   |

### Pohár konstruktérů
| * | Konstruktér            | MON | NED | BEL | FRA | GBR | GER | AUT | ITA | USA | MEX | Body    |
| - | ---------------------- | --- | --- | --- | --- | --- | --- | --- | --- | --- | --- | ------- |
| 1 | Ferrari                | 10  | 2   | Ret | 9   | (3) | 1   | 1   | 1   | 2   | 2   | 45 (49) |
| 2 | BRM                    | 1   | (4) | (4) | 2   | 2   | 2   | 2   | (4) | 1   | 8   | 42 (51) |
| 3 | Lotus-Climax           | 3   | 1   | 1   | 4   | 1   | 8   | Ret | (6) | (5) | 4   | 37 (40) |
| 4 | Brabham-Climax         | 7   | 6   | 3   | 1   | 4   | 10  | 3   | 10  | Ret | 1   | 30      |
| 5 | Cooper-Climax          | 5   | 7   | 2   | 6   | 6   | Ret | Ret | 2   | Ret | 7   | 16      |
| 6 | Brabham-BRM            |     | 9   |     | Ret | 11  | 4   | Ret | 7   | 3   | 13  | 7       |
| 7 | BRP-BRM                | Ret |     | 7   | Ret | 10  |     | 5   | 5   | 6   | 12  | 5       |
| 8 | Lotus-BRM              | 6   | 5   | Ret | 8   | Ret | 11  | 8   | 13  | 8   | Ret | 3       |
| — | Honda                  |     |     |     |     |     | 13  |     | Ret | Ret |     | 0       |
| — | Cooper-Ford            |     |     |     |     | 14  |     |     |     |     |     | 0       |
| — | Scirocco-Climax        | WD  |     | Ret |     |     | DNQ |     |     |     |     | 0       |
| — | Porsche                |     | Ret |     |     |     | DNS |     |     |     |     | 0       |
| — | Brabham-Ford           |     |     |     |     | Ret |     |     |     |     |     | 0       |
| — | Derrington-Francis-ATS |     |     |     |     |     |     |     | Ret |     |     | 0       |
| * | Konstruktér            | MON | NED | BEL | FRA | GBR | GER | AUT | ITA | USA | MEX | Body    |